# The Children of Theatre Street
Pour plus de détails, voir Fiche technique et Distribution.
The Children of Theatre Street est un film américain réalisé par Robert Dornhelm et Earle Mack, sorti en 1977.

## Synopsis
Ce documentaire suit les élèves de l'Académie de ballet Kirov à Washington (district de Columbia).

## Fiche technique
- Titre : The Children of Theatre Street
- Réalisation : Robert Dornhelm et Earle Mack
- Scénario : Beth Gutcheon
- Narration : Grace Kelly
- Photographie : Karl Kofler
- Montage : Tina Frese
- Production : Earle Mack
- Société de production : Vaganova
- Société de distribution : Peppercorn-Wormser Film Enterprises (États-Unis)
- Pays :  États-Unis
- Genre : Documentaire
- Durée : 90 minutes
- Dates de sortie : 
  -  États-Unis : 9 mai 1977

## Distinctions
Le film a été nommé à l'Oscar du meilleur film documentaire.